# 2022년 미국 중간선거
2022년 미국 중간선거는 2022년 11월 8일에 열린 미국의 선거이다. 하원 의석 전체 435석, 상원 의석 100석 중 35석을 새롭게 선출했다. 그리고 39개 주를 비롯하여 주 주요 공직, 기타 지방 선거 등이 실시되었다. 2020년 미국 인구 조사에 따른 선거구 재조정 이후 첫 선거이다.

## 같이 보기
- 2022년 미국 하원의원 선거
- 2022년 미국 상원의원 선거
- 미국의 선거 목록